# Aleksandr Sjefer
Aleksandr Sjefer (Russisch: Александр Шефер) (Alma-Ata, 28 augustus 1971) is een voormalig Kazachs wielrenner. Hij was beroepsrenner van 1993 tot 2003. Vanaf 2007 is Sjefer ploegleider van de Astana-ploeg van Aleksandr Vinokoerov.

## Belangrijkste overwinningen
2001
- Ronde van de Apennijnen
- 2e etappe Ruta del Sol

2002
- 2e etappe Ruta del Sol
- Ronde van Toscane

## Resultaten in voornaamste wedstrijden
| Jaar | Ronde van Italië | Ronde van Frankrijk | Ronde van Spanje |
| ---- | ---------------- | ------------------- | ---------------- |
| 1993 | opgave           |                     |                  |
| 1995 | opgave           |                     |                  |
| 1996 | 8e               |                     |                  |
| 1997 | opgave           |                     | opgave           |
| 1998 | 44e              | opgave              |                  |
| 1999 | 21e              |                     | 46e              |
| 2000 |                  |                     | 101e             |
| 2001 | 25e              |                     | 62e              |
| 2002 |                  | opgave              |                  |